# Zobcová flétna
Zobcová flétna je dechový nástroj patřící do kategorie dřevěných dechových nástrojů. Bývá vyrobena ze dřeva nebo plastu, kvalitnější nástroje zpravidla z tvrdých dřev domácích i exotických (javor, hruška, palisandr, eben).

## Historie a popis
Zobcová flétna pochází z lidové píšťaly a má obdobnou konstrukci, způsobem tvoření tónu se podobá píšťalám varhan; příbuzným nástrojem je rovněž okarína. Hráč fouká do náustku, kterým je vzduch přiváděn na hranu, o kterou se rozráží a rozvibrovává vzduchový sloupec v nástroji. Otvory navrtané v trubici se zakrývají nebo odkrývají hráčovými prsty, u větších nástrojů pomocí klapek, čímž se reguluje výška tónu; zásadní úlohu má otvor ovládaný palcem levé ruky umístěný na zadní straně nástroje, kterým se ovládá přefukování do horních rejstříků. Vzhledem k typu vrtání přefukuje do oktávy, zvuk je poměrně chudý na vyšší harmonické tóny.
Zobcové flétny jsou laděny většinou v C-dur nebo v F-dur, historické nástroje bývají laděné i v jiných tóninách (nejčastěji G-dur, D-dur, A-dur). Skutečně kvalitní hra na zobcovou flétnu je stejně náročná jako na jakýkoliv jiný hudební nástroj.[zdroj?] Zobcová flétna má menší dynamické rozpětí než jiné hudební nástroje, hráč jej musí znát a počítat s tím, že pracuje s daleko jemnějšími dynamickými rozdíly; dynamika tónu zároveň ovlivňuje jeho výšku, což lze překonat speciálními prstoklady a vhodným užitím vibrata.
Zejména kvůli dynamickému rozpětí (a zčásti i pro neprůrazný zvuk) se zobcová flétna v období klasicismu vytratila z koncertní praxe, protože nebyla schopná se zvukově prosadit (ve stále větších a větších orchestrech) proti ostatním nástrojům, které v té době prodělávaly bouřlivý technologický rozvoj (příčná flétna, klarinet, žestě), a přestalo se pro ni psát, ačkoli ještě v období baroka byla běžně užívaným nástrojem. V období romantismu nebyla v koncertní praxi užívána vůbec a teprve na počátku 20. století byla znovuobjevena, nejprve jako historická kuriozita a didaktická pomůcka, později se stala plnohodnotným nástrojem jednak v oblasti autentické interpretace staré hudby, kterou si bez zobcových fléten lze těžko představit, jednak v oblasti soudobé vážné hudby, která umí využít i mnoho alternativních technik hry, v nichž je zobcová flétna velmi tvárná. V současné době se hra na zobcovou flétnu učí i na konzervatořích. Mezi špičkové ansámbly zobcových fléten patří například Flanders Recorder Quartet nebo Amsterdam Loeki Stardust Quartet.
Rodina zobcových fléten je poměrně rozsáhlá, vzhledem k menšímu rozsahu jednotlivých nástrojů početnější než u jiných dechů:
- garklein flétna – rozsah c3 až g5
- sopraninová flétna – rozsah f2 až c5 (notuje se v oktávovém houslovém klíči, resp. o oktávu níže než zní)
- sopránová flétna – rozsah c2 až g4 (notuje se v oktávovém houslovém klíči, resp. o oktávu níže než zní)
- altová flétna – rozsah f1 až c4 (notuje se v houslovém klíči jak zní, někdy o oktávu níže)
- tenorová flétna – rozsah c1 až g3 (notuje se v houslovém klíči jak zní)
- basová flétna – rozsah f až c3 (notuje se v oktávovém basovém klíči, resp. o oktávu níže než zní)
- velkobasová flétna – rozsah c až g2
- kontrabasová flétna – rozsah F až c2
- sub-kontrabasová flétna – rozsah C až g1
- sub-sub-kontrabasová flétna – rozsah F1 až c1

U hlubších fléten není terminologie zcela jednotná.
K sólové hře se užívá zejména flétna altová (většina barokního repertoáru), v menší míře pak sopránová, tenorová, sopraninová a basová, pro těchto pět nástrojů je také napsána většina komorní hudby (nejběžnější je kvarteto soprán-alt-tenor-bas). Hlubší flétny nacházejí uplatnění ve větších souborech, vzhledem k vysoké ceně a značným nárokům na techniku hry jsou poměrně vzácné. Garklein flétna má relativně menší rozsah a určité potíže s intonací, běžně se nepoužívá.
Kromě historického typu nástroje, který je vyhrazen pro autentickou interpretaci, se běžně užívají zobcové flétny s tzv. barokním (anglickým) prstokladem, které umožňují čistou hru ve všech tóninách (chromaticky); některé starší flétny mají tzv. německý systém, který vznikl ve snaze zjednodušit prstoklady, ovšem za cenu ztráty dobré intonace v odlehlejších tóninách. Německý systém se nyní neužívá a je považován za překonaný.

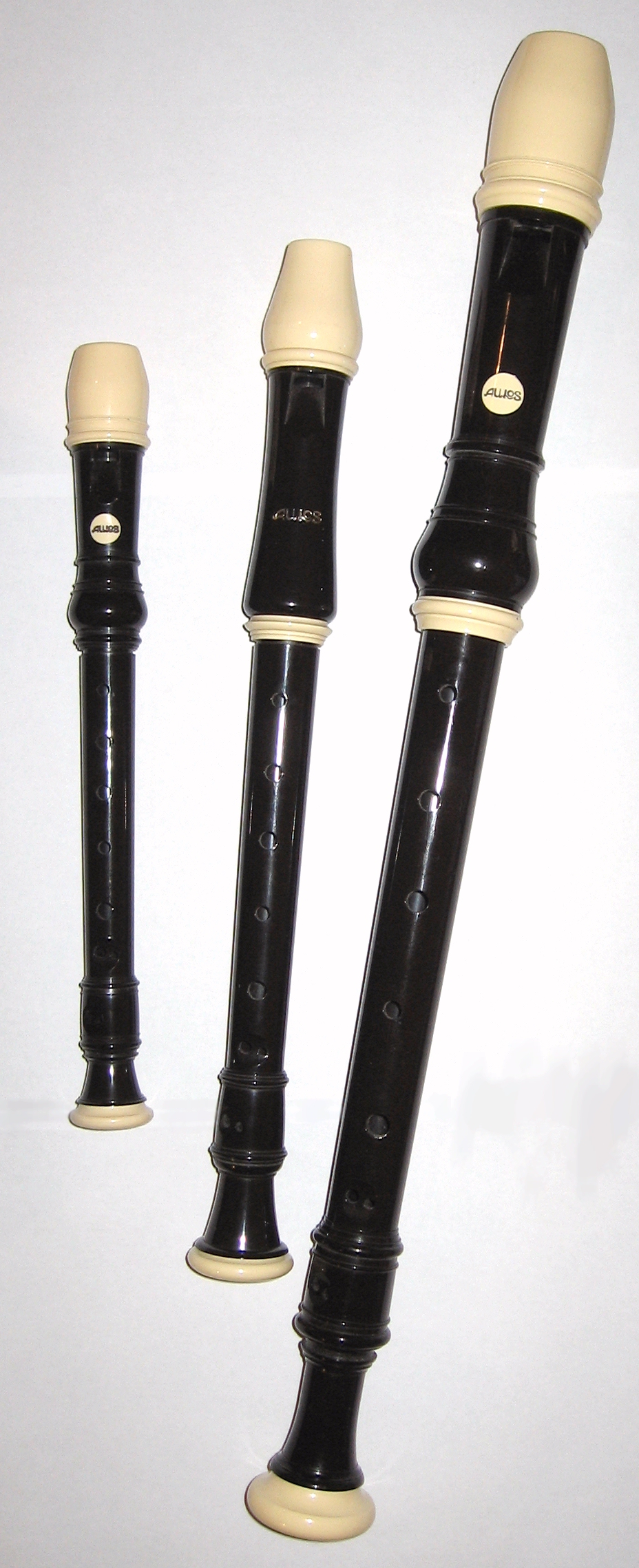
Altová (zprava), sopránová a sopraninová zobcová flétna
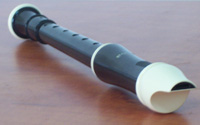
Sopránová zobcová flétna

## Užití zobcové flétny v hudbě

### Renesanční a barokní hudba
Tzv. stará hudba je těžištěm repertoáru zobcové flétny jak ve hře souborové, tak sólové. Zejména v období baroka vzniklo mnoho virtuózních sólových i triových sonát a koncertů s doprovodem continua; v baroku se flétnou myslela zpravidla právě flétna zobcová, zatímco předchůdkyně flétny příčné, tzv. německá flétna (flûte d’allemagne), byla předepisována zvlášť. Mezi významné skladatele, kteří pro zobcovou flétnu psali, patří Johann Sebastian Bach, Georg Philipp Telemann, Georg Friedrich Händel, Antonio Vivaldi, Benedetto Marcello, Paolo Benedetto Bellinzani, Francesco Barsanti, Johann Christian Schickhardt, Francesco Mancini, Johann Christoph Pepusch, Jean Baptiste Loeillet, Johann Mattheson a další.

### Soudobá hudba
V oblasti soudobé hudby je zobcová flétna plnohodnotným nástrojem, její menší dynamické rozpětí lze vyrovnat amplifikací. Většímu rozšíření soudobé tvorby pro zobcovou flétnu často brání spíše nedostatek hráčů s dostatečnými technickými schopnostmi. Mezi pokročilé techniky, které je zkušený hráč schopen provést, patří mj. glissanda (postupným a plynulým odkrýváním otvorů), štěpné tóny (přefouknutím standardních i speciálních prstokladů), mikrointervalová hra (dostupná je celá bichromatická stupnice a nespočet dalších mikrointervalů), hra con voce (zpívání při hře) a různé druhy vibrata (trylkem na některém z nezakrytých otvorů, dechem nebo kmitáním dlaní ruky těsně u labia během hry).
Krom toho lze ze zobcových flétnen vyloudit různé hvízdavé a cvrlikavé zvuky postupným zakrýváním labia, lze užívat extrémní artikulaci (sputato, frullato), přefukovat hlubší tóny do složitých vícezvuků připomínajících zvuk fujary atd. Speciálními prstoklady spojenými často se zakrytím konce flétny (zpravidla opřením o stehno či lýtko při hře v sedě) jsou dále dostupné i tóny nad obvyklý rozsah užívaný v klasickém repertoáru (tato technika se krom toho užívá i u problematického horního fis na flétnách v F ladění, jehož čistá intonace se bez této akrobacie zpravidla neobejde a které se vyskytuje spíše ve skladbách neurčených přímo pro zobcovou flétnu, neboť poučení skladatelé se mu vyhýbají).
Mezi významné skladatele, kteří pro zobcovou flétnu psali, patří například Kazimierz Serocki, Luciano Berio, Louis Andriessen, Benjamin Britten, Paul Hindemith a další.

## Flétna jako terapeutická pomůcka
Hra na zobcovou flétnu je používána i jako prostředek pro zlepšení dýchacích obtíží u dětí. S touto metodou přišel v 70. letech 20. století Václav Žilka, který vycházel z praxe amerického lékaře Meyera Markse. Při hraní se děti naučí lépe ovládat svůj dech, dochází k pročištění dýchacích cest a cvičí se kapacita plic. Hra na flétnu je proto často využívána ve školkách či školách.